# ダスマリニャス
ダスマリニャス市（タガログ語: Lungsod ng Dasmariñas）は、フィリピンのカヴィテ州の市である。正式名称はCity of Dasmariñas。
首都のマニラから南に約30kmの距離に位置する。

## 概要

### 地名の由来
ダスマリニャスは、1590 年から 1593 年まで第 7 代フィリピン総督を務めたゴメス ペレス ダスマリニャスにちなんで命名されました。

### 歴史
1864年、イムスから分離しタンプス(Tampus)町が設立。
1866年、ペレス・ダスマリニャス町(Perez-Dasmariñas)に改名。
1901年、ペレス・ダスマリニャス市に。
1903年、バコール市とペレス・ダスマリニャス市がイムス市と合併。
1917年、ペレスの名称が廃されダスマリニャス町に。
2009年、ダスマリニャス市に昇格。